# إيستوفر (كارولاينا الجنوبية)
إيستوفر (بالإنجليزية: Eastover, South Carolina)‏ هي بلدة أمريكية تقع في الولايات المتحدة في مقاطعة ريتشلاند (كارولاينا الجنوبية). يقدر عدد سكانها بـ 813 نسمة ومساحتها 3.1 كم2 وترتفع عن سطح البحر 58 مترا.

## التركيبة السكانية
حدّد مكتب تعداد الولايات المتحدة بيانات التركيبة السكانية لإيستوفر في تعداد الولايات المتحدة. في ما يلي، التركيبة السكانية حسب تعدادي 2000 و2010.

### تعداد عام 2000
بلغ عدد سكان إيستوفر 830 نسمة بحسب تعداد عام 2000، وبلغ عدد الأسر 307 أسرة وعدد العائلات 228 عائلة مقيمة في البلدة. في حين سجلت الكثافة السكانية 263.5 نسمة لكل كيلومتر مربع (682.5/ميل2). وبلغ عدد الوحدات السكنية 357 وحدة بمتوسط كثافة قدره 113.3 لكل كيلومتر مربع (293.4/ميل2).
وتوزع التركيب العرقي للبلدة بنسبة 6.87% من البيض و92.41% من الأمريكيين الأفارقة و0.12% من الأمريكيين ذوي الأصول الآسيوية و0.12% من الأعراق الأخرى و0.48% من عرقين مختلطين أو أكثر و0.24% من الهسبانيون أو اللاتينيون من أي عرق.
بلغ عدد الأسر 307 أسرة كانت نسبة 47.6% منها لديها أطفال تحت سن الثامنة عشر تعيش معهم، وبلغت نسبة الأزواج القاطنين مع بعضهم البعض 26.4% من أصل المجموع الكلي للأسر، ونسبة 43% من الأسر كان لديها معيلات من الإناث دون وجود شريك،  بينما كانت نسبة 4.9% من الأسر لديها معيلون من الذكور دون وجود شريكة وكانت نسبة 25.7% من غير العائلات. تألفت نسبة 23.5% من أصل جميع الأسر من عدة أفراد يعيشون في نفس المنزل ونسبة 9.4% كانت تتألف من شخص يعيش بمفرده يبلغ من العمر 65 عاماً أو أكثر. وبلغ متوسط حجم الأسرة المعيشية 2.64، أما متوسط حجم العائلات فبلغ 3.07.
بلغ العمر الوسطي للسكان 31.5 عاماً. وكانت نسبة 32.4% من القاطنين تحت سن الثامنة عشر، وكانت نسبة 10.6% بين الثامنة عشر والرابعة والعشرين عاماً، ونسبة 23.4% كانت واقعةً في الفئة العمرية ما بين الخامسة والعشرين والرابعة والأربعين عاماً، ونسبة 20.7% كانت ما بين الخامسة والأربعين والرابعة والستين، ونسبة 10.5% كانت ضمن فئة الخامسة والستين عاماً فما فوق. يوجد لكل 100 أنثى 80.8 ذكر، ويوجد لكل 100 أنثى في الثامنة عشر من عمرها فما فوق 66.0 ذكر.
بلغ متوسط دخل الأسرة في البلدة 20,114 دولارًا، أما متوسط دخل العائلة فبلغ 19,844 دولارًا. وكان متوسط دخل الذكور 23,250 دولارًا مقابل 17,875 دولارًا للإناث. وسجل دخل الفرد الخاص بالبلدة 9,304 دولارًا. وكانت نسبة 36.9% من العائلات ونسبة 37.3% من السكان تحت خط الفقر، وكان من هؤلاء نسبة 53.1% تحت سن الثامنة عشر ونسبة 30% في الخامسة والستين من العمر وما فوق.

### تعداد عام 2010
بلغ عدد سكان إيستوفر 813 نسمة بحسب تعداد عام 2010، وبلغ عدد الأسر 313 أسرة وعدد العائلات 194 عائلة مقيمة في البلدة. في حين سجلت الكثافة السكانية 258.1 نسمة لكل كيلومتر مربع (668.5/ميل2). وبلغ عدد الوحدات السكنية 365 وحدة بمتوسط كثافة قدره 115.9 لكل كيلومتر مربع (300.2/ميل2).
وتوزع التركيب العرقي للبلدة بنسبة 5.04% من البيض و93.36% من الأمريكيين الأفارقة و0.37% من الأمريكيين الأصليين و1.23% من عرقين مختلطين أو أكثر و1.11% من الهسبانيون أو اللاتينيون من أي عرق.
بلغ عدد الأسر 313 أسرة كانت نسبة 35.1% منها لديها أطفال تحت سن الثامنة عشر تعيش معهم، وبلغت نسبة الأزواج القاطنين مع بعضهم البعض 19.2% من أصل المجموع الكلي للأسر، ونسبة 35.8% من الأسر كان لديها معيلات من الإناث دون وجود شريك،  بينما كانت نسبة 7% من الأسر لديها معيلون من الذكور دون وجود شريكة وكانت نسبة 38% من غير العائلات. تألفت نسبة 35.8% من أصل جميع الأسر من عدة أفراد يعيشون في نفس المنزل ونسبة 11.5% كانت تتألف من شخص يعيش بمفرده يبلغ من العمر 65 عاماً أو أكثر. وبلغ متوسط حجم الأسرة المعيشية 2.53، أما متوسط حجم العائلات فبلغ 3.27.
بلغ العمر الوسطي للسكان 34.0 عاماً. وكانت نسبة 28.2% من القاطنين تحت سن الثامنة عشر، وكانت نسبة 10.3% بين الثامنة عشر والرابعة والعشرين عاماً، ونسبة 22.3% كانت واقعةً في الفئة العمرية ما بين الخامسة والعشرين والرابعة والأربعين عاماً، ونسبة 26% كانت ما بين الخامسة والأربعين والرابعة والستين، ونسبة 13.3% كانت ضمن فئة الخامسة والستين عاماً فما فوق. وتوزع التركيب الجنسي للسكان بنسبة 45.9% ذكور و54.1% إناث.